# Trinidad Nogales Basarrate
Trinidad Nogales Basarrate (Mérida, 9 de noviembre de 1960) es una arqueóloga española, directora del Museo Nacional de Arte Romano. De 2011 a 2015 fue Consejera de Educación y Cultura de la Junta de Extremadura.

## Trayectoria profesional
Doctora en Arqueología por la Universidad de Salamanca, obtuvo el Premio Extraordinario de Doctorado en 1992 con la tesis Escultura Romana Emeritense: El Retrato Privado bajo la dirección de Pilar León Alonso. Desde 1979 ha realizado sus investigaciones en el seno del Museo Nacional de Arte Romano, obteniendo la primera plaza de conservadora del mismo en 1985. Es Académica Correspondiente de la Real Academia de la Historia y de la de Bellas Artes de Santa Isabel de Hungría de Sevilla y miembro del Instituto Arqueológico Alemán. De 2011 a 2015 fue Consejera de Educación y Cultura de la Junta de Extremadura.
Como docente ha impartido clases en la Universidad de París IV, La Sorbonne como profesora invitada (Curso 1990-1991 y 1998-1999). Ha sido profesora colaboradora de la Universidad de Extremadura, en las áreas de Museología y Arqueología; profesora del máster de Museología de la Universidad Complutense y Directora de las prácticas de dicho máster en el MNAR; profesora-Tutora de la Universidad Nacional de Educación a Distancia, UNED, así como profesora invitada en diversos cursos de postgrado en diferentes Universidades españolas, entre otras Barcelona, Sevilla, Córdoba, Santiago de Compostela, Murcia, o la Universidad Complutense de Madrid y en el extranjero en la University of South California (USA) (2010) y en las Universidades de Lisboa y Evora.
Como arqueóloga, ha formado parte del equipo de la Universidad Pablo de Olavide de Sevilla en las excavaciones de Villa Adriana, bajo la dirección de la Dra. Pilar León Alonso (2006-2008).
Desde el 4 de julio de 2017 es directora del Museo Nacional de Arte Romano de Mérida.

## Líneas de investigación
Escultura, Iconografía, Arquitectura y Urbanismo Romanos.